# (4005) Dyagilev
(4005) Dyagilev (1972 TC2) est un astéroïde de la ceinture principale, découvert le 8 octobre 1972 par l'astronome soviétique Lioudmila Jouravliova à l'Observatoire d'astrophysique de Crimée.
Il est nommé d'après Serge de Diaghilev.